# Вилькроз
Вилькро́з или Виллекроз (фр. Villecroze) — коммуна на юго-востоке Франции в регионе Прованс — Альпы — Лазурный берег, департамент Вар, округ Драгиньян, кантон Флейоск.
Площадь коммуны — 20,6 км², население — 1093 человека (2006) с тенденцией к росту: 1349 человек (2012), плотность населения — 65,0 чел/км².

## Население
Население коммуны в 2011 году составляло — 1275 человек, а в 2012 году — 1349 человек.
| 1962 | 1968 | 1975 | 1982 | 1990 | 1999 | 2006 | 2007 | 2011 | 2012 |
| ---- | ---- | ---- | ---- | ---- | ---- | ---- | ---- | ---- | ---- |
| 617  | 637  | 700  | 867  | 1029 | 1087 | 1093 | 1094 | 1275 | 1349 |

Динамика населения:

## Экономика
В 2010 году из 719 человек трудоспособного возраста (от 15 до 64 лет) 523 были экономически активными, 196 — неактивными (показатель активности 72,7 %, в 1999 году — 63,9 %). Из 523 активных трудоспособных жителей работали 439 человек (239 мужчин и 200 женщин), 84 числились безработными (35 мужчин и 49 женщин). Среди 196 трудоспособных неактивных граждан 44 были учениками либо студентами, 86 — пенсионерами, а ещё 66 — были неактивны в силу других причин.
На протяжении 2010 года в коммуне числилось 587 облагаемых налогом домохозяйств, в которых проживало 1317,5 человек. При этом медиана доходов составила 17 тысяч 634 евро на одного налогоплательщика.

## Достопримечательности (фотогалерея)

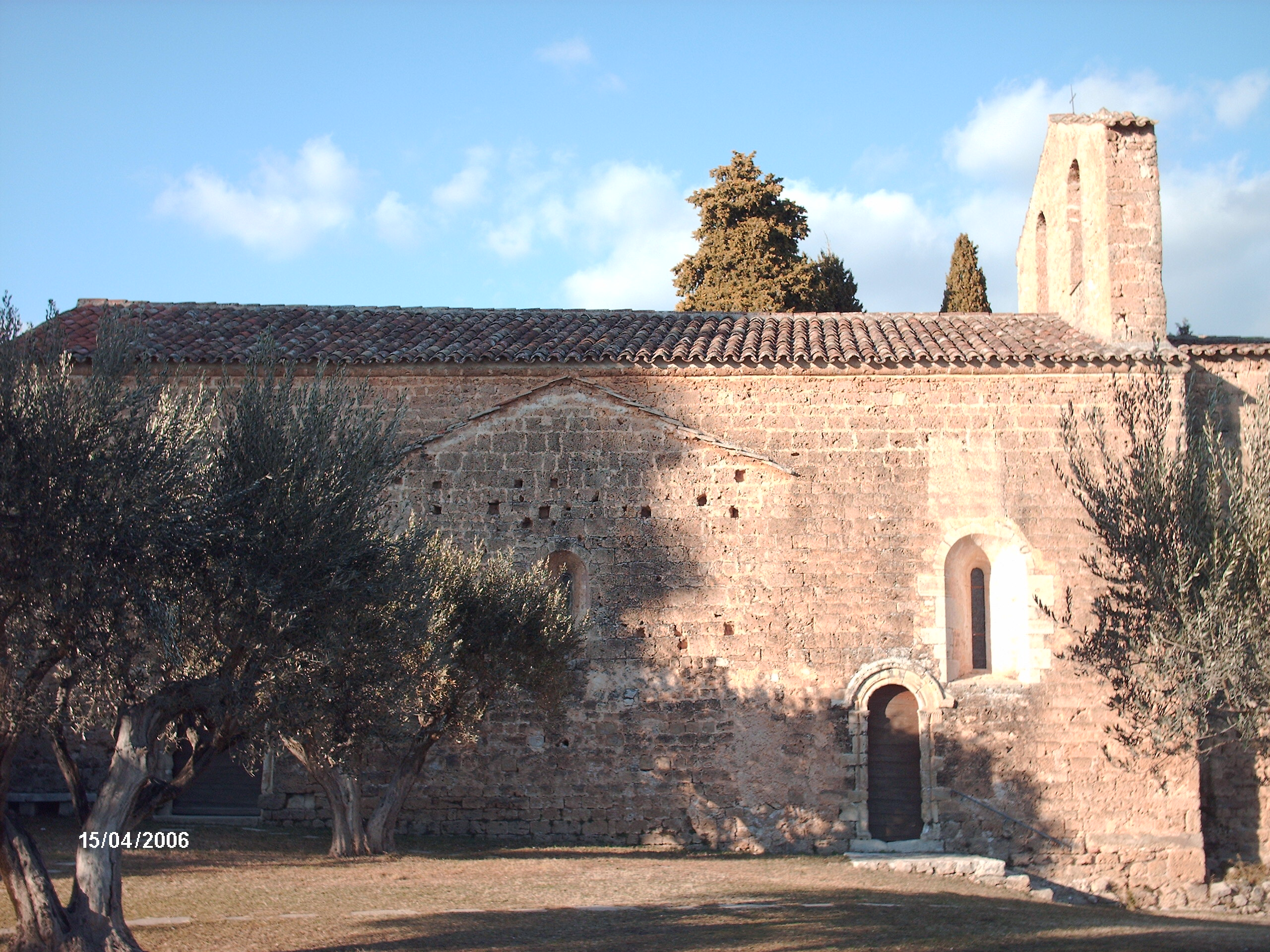
Церковь Сен-Виктор (Вилькроз)
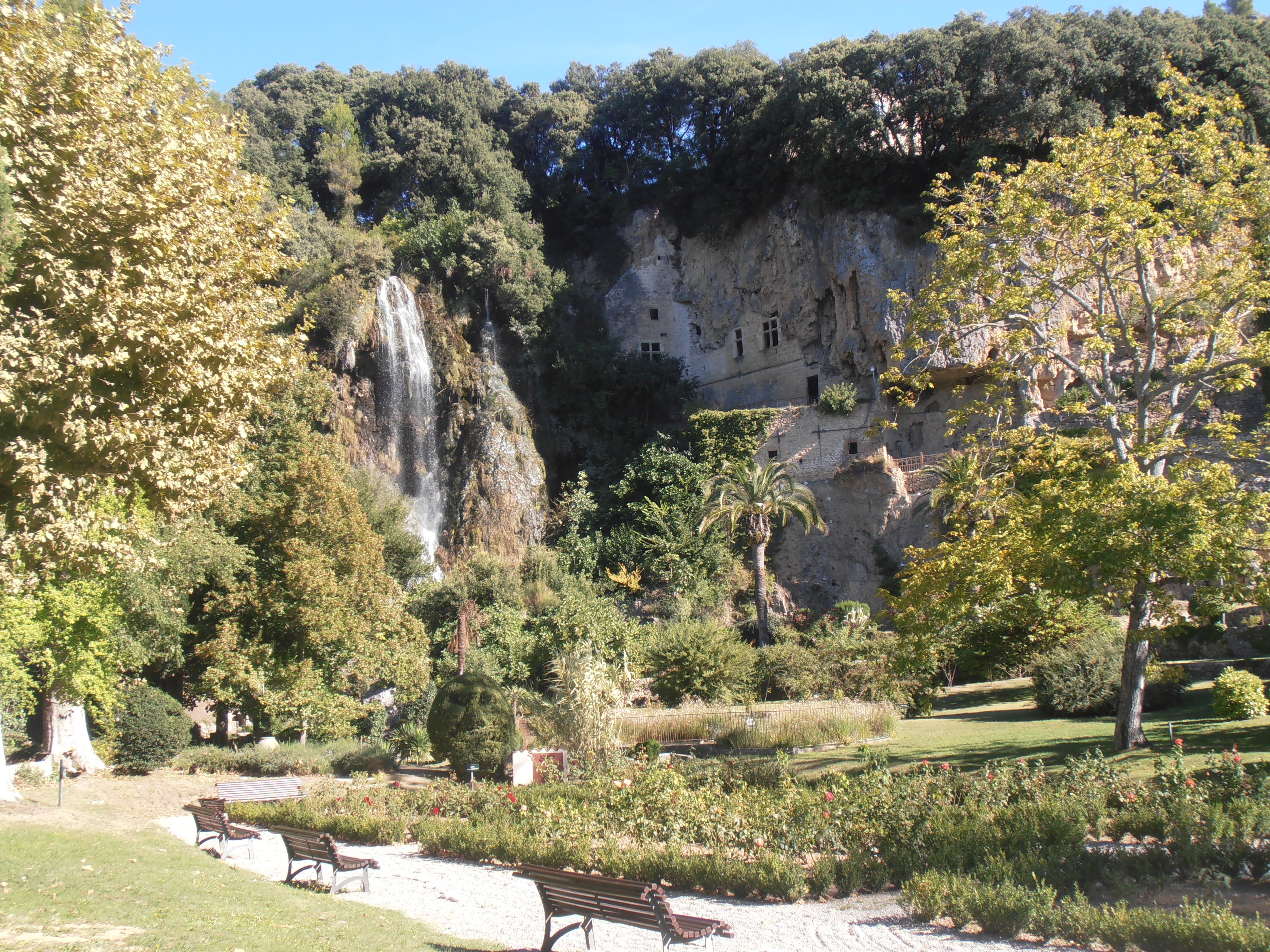
Водопад
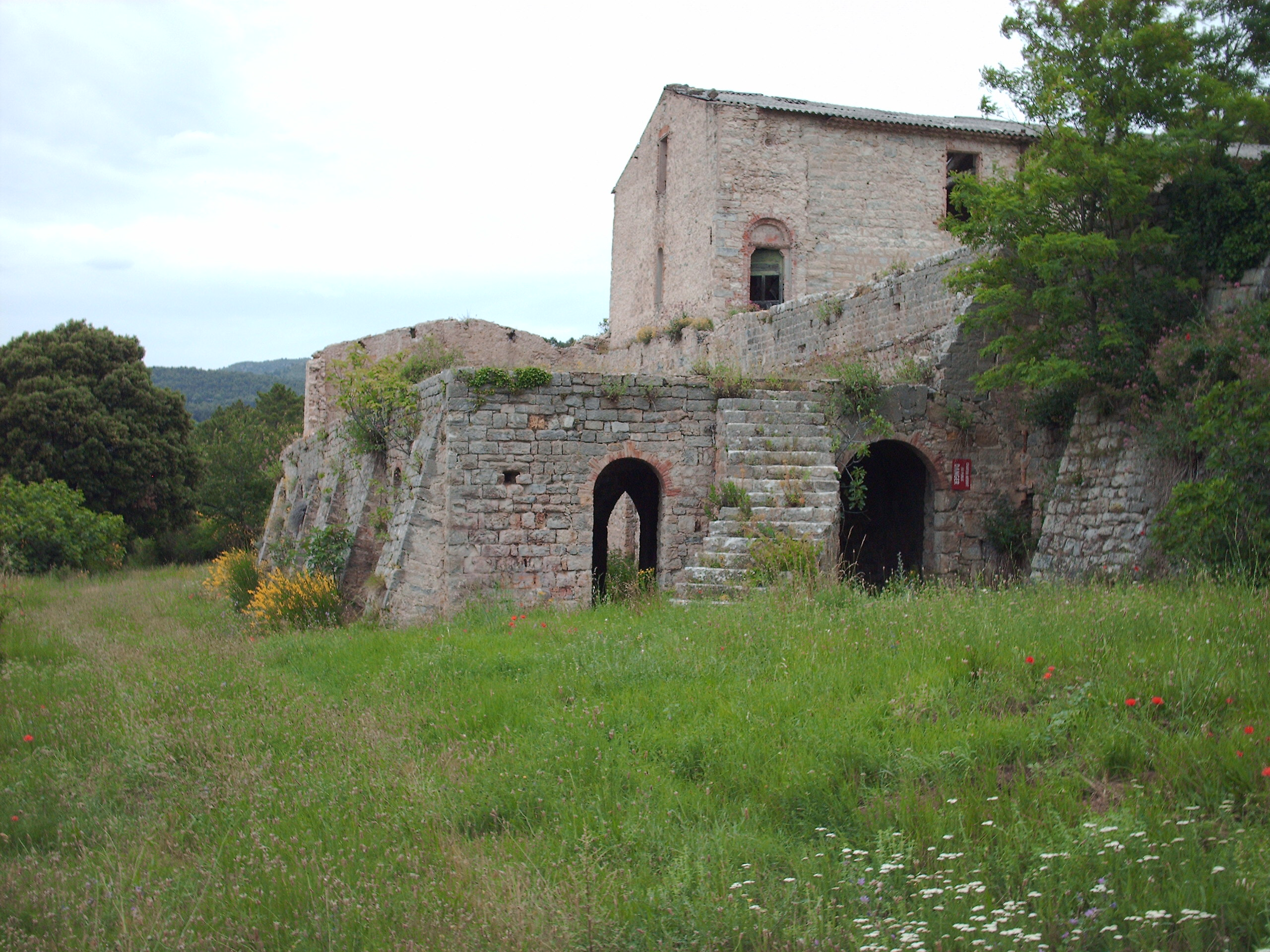
Руины здания Ордена Тамплиеров